# Carl Gustaf Styffe

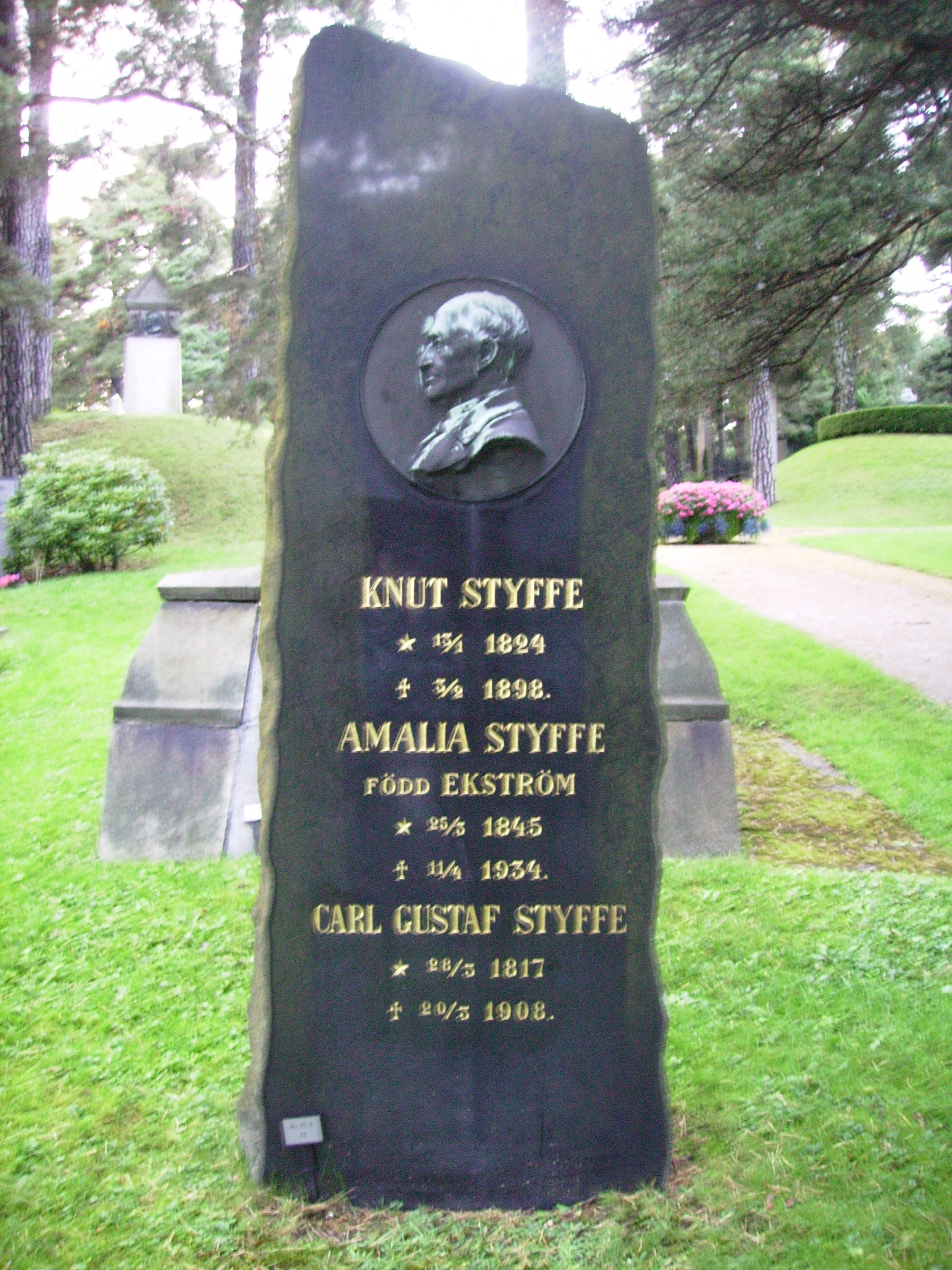
Carl Gustaf Styffes gravvård på Norra begravningsplatsen i Stockholm.

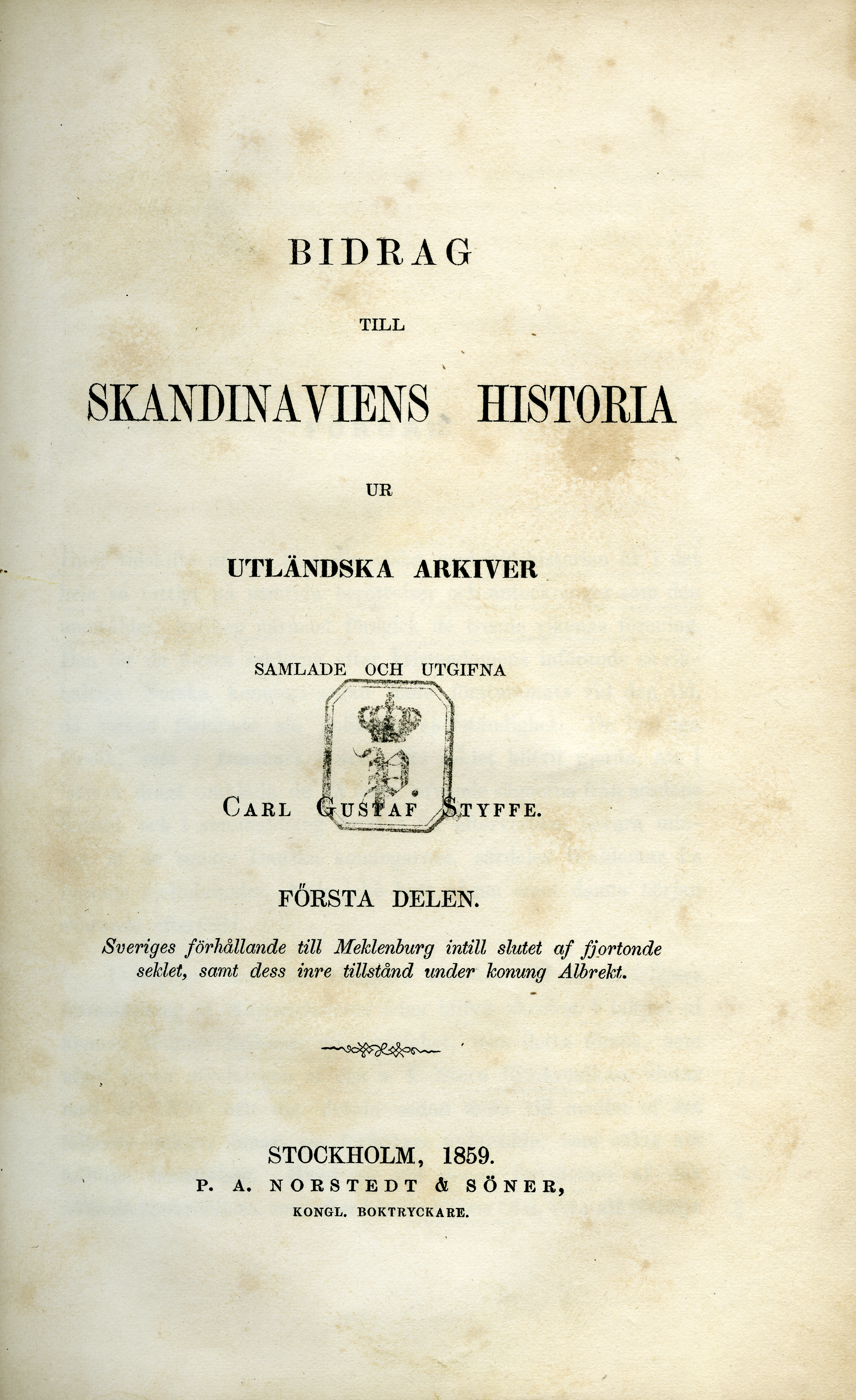
Titelbladet till Styffes Bidrag till Skandinaviens historia ur utländska arkiver (1859).

Carl Gustaf Styffe, född 28 mars 1817 på Latorps alunbruk i Närke (där fadern, Gustaf Styffe, då var förvaltare), död 20 mars 1908 i Stockholm, var en svensk historiker och arkivforskare. Han var bror till Knut Styffe.

## Biografi
Styffe blev student vid Uppsala universitet 1835, undergick filosofie kandidatexamen där 1842, blev året därefter extra ordinarie amanuens vid Riksarkivet i Stockholm och promoverades 1845 till filosofie magister.
Under fortsatt tjänstgöring vid Riksarkivet utnämndes han till förste amanuens där 1853, befordrades till vice bibliotekarie vid Uppsala universitetsbibliotek 1858 samt erhöll fullmakt som ordinarie universitetsbibliotekarie 1864, från vilken befattning han erhöll avsked 1882.
I vetenskapligt syfte och särskilt i ändamål att i utländska arkiv uppsöka bidrag till  Sveriges äldre historia företog han resor utom Sverige 1850, 1857, 1861 och 1862. Han deltog 1854 som ledamot i kommittén för avgivande av betänkande och förslag rörande inrättandet av ett statistiskt ämbetsverk och 1859–61 som biträde i Författningskommissionen samt förordnades 1867 till ledamot i kommittén för fortsatt utgifvande av Scriptores rerum Svecicarum medii ævi. 1875 var Styffe förordnad att med avseende på riksarkivet och Kungliga biblioteket deltaga i löneregleringskommittén.
Styffe blev ledamot av Kungliga Vitterhets Historie och Antikvitets Akademien 1858, av Vetenskapssocieteten i Uppsala 1862, av Det Kongelige Danske Videnskabernes Selskab i Köpenhamn 1867 och av Vetenskapsakademien i Stockholm 1874.
Styffe erhöll 1864 Karl Johans pris från Svenska akademien.